# Gerhard Obuch
Gerhard Obuch (* 14. März 1884 in Lauenburg i. Pom.; † 17. Februar 1960 in Rauenthal) war ein deutscher sozialistischer Politiker und Rechtsanwalt.

## Leben
Obuch, Sohn eines Richters und einer Adligen, absolvierte nach dem Besuch des humanistischen Gymnasiums ein Studium der Rechts- und der Sozialwissenschaften in Leipzig, Berlin und Königsberg. Seit 1906 Mitglied der SPD, praktizierte Obuch ab 1912 als Rechtsanwalt in Düsseldorf, seit 1914 in Berlin. Während des Ersten Weltkrieges war er Gegner der Burgfriedenspolitik der SPD, für ein Jahr in der Verwaltung der von Deutschland besetzten Gebiete in Osteuropa beschäftigt und trat 1917 der USPD bei.
In der Novemberrevolution zeitweise Mitglied des Berliner Vollzugsrates der Arbeiter- und Soldatenräte, vertrat er Georg Ledebour nach dessen Inhaftierung infolge des Spartakusaufstandes vor Gericht und wurde im gleichen Jahr in den Preußischen Landtag gewählt, welchem er bis 1933 angehörte. Innerhalb der USPD gehörte Obuch zu dem Teil, der 1920 den Anschluss an die Kommunistische Internationale und die Vereinigung mit der KPD ablehnte. 1922 lehnte er auch die Vereinigung der USPD mit der SPD ab und wurde in den Vorstand der „Rest-USPD“ um Ledebour und Theodor Liebknecht gewählt, die er jedoch noch im selben Jahr Richtung KPD verließ.
Obuch, der zusätzlich von 1921 bis 1925 Stadtverordneter in Düsseldorf war, nahm nun sein Landtagsmandat für die KPD wahr, wurde 1923 in den Vorstand der Roten Hilfe gewählt und gehörte der von Felix Halle geleiteten Juristischen Zentralstelle der KPD an. Ein Schwerpunkt der Anwaltstätigkeit Obuchs war die Vertretung angeklagter KPD-Mitglieder.
Nach der „Machtübernahme“ der NSDAP wurde Obuch bis Ende 1933 im KZ Sonnenburg gefangen gehalten und konnte danach nicht mehr als Rechtsanwalt arbeiten. Zunächst im Straßenbau tätig, arbeitete er ab 1935 als Buchhalter und ab 1938 als Rechtsberater eines Industriebetriebes. Nach 1945 im Westen Deutschlands lebend, war Obuch nicht mehr politisch aktiv.

## Schriften (Auswahl)
- Deine Verteidigung vor dem Schnellgericht. Tribunal-Verlag, Berlin 1931.
- Haussuchung. Wie verhältst Du Dich? Tribunal-Verlag, Berlin 1931.

## Zeitschriftenbeiträge (Auswahl)
In: Der sozialistische Arzt
- Der Strafvollzug, seine physischen und psychischen Wirkungen. Band II (1926), Heft 1 (April), S. 28–35 Digitalisat